# Louppy-sur-Loison
Louppy-sur-Loison é uma comuna francesa na região administrativa do Grande Leste, no departamento de Meuse. Estende-se por uma área de 14.36 km², e possui 115 habitantes, segundo o censo de 2018, com uma densidade de 8.0 hab/km².